# Cidade Histórica de Sucotai e Cidades Históricas Associadas
A Cidade Histórica de Sucotai e Cidades Históricas Associadas é um sítio classificado como Património Mundial pela UNESCO. Fica na Tailândia, nas províncias de Sucotai e de Kamphaeng Phet. 
Sucotai, capital do primeiro reino de Sião, tem belos monumentos que ilustram o principio da arquitectura tailandesa. A grande civilização que envolveu o Reino de Sucotai absorveu numerosas influências e antigas tradições locais; a rápida assimilação de todos esses elementos forjou o que é conhecido actualmente como "estilo Sucotai".
O sítio inclui três propriedades:
- Parque Histórico de Sucotai
- Parque Histórico de Si Satchanalai
- Parque Histórico de Kamphaeng Phet